# 허정협
허정협(許廷協, 1990년 2월 17일 ~ )은 전 KBO 리그 키움 히어로즈의 외야수, 내야수이다.

## 넥센 히어로즈&키움 히어로즈시절
2015년에 육성선수로 입단하였다. 데뷔 초에는 주로 대타로 출전했다.
2015년 시즌 4경기에 출전해 3할대 타율, 2안타를 기록했다.
2016년 시즌 13경기에 출전해 1할대 타율, 3안타, 1타점을 기록했다.
2017년 4월 6일 롯데전에서 데뷔 첫 홈런을 기록했다. 4월 21일 롯데전에서 데뷔 첫 연타석 홈런이자 멀티 홈런을 기록했다. 9홈런을 쳐 내며 가능성을 보였으나 시즌이 갈수록 타격이 부진해 2할대 타율, 9홈런, 39타점으로 시즌을 마감했다. 2018년, 2019년에 기회를 잡았지만 두 시즌 다 2할 초반대 타율에 그쳤다. 2021년 10월에 방출됐다.

## 배우자
- '김지윤' (2018년 ~ 현재)

## 별명
- 대만의 야구 선수인 린즈성과 닮아 '대만 용병'이라고 불린다.

## 출신 학교
- 부천북초등학교
- 부천중학교
- 인천고등학교
- 디지털서울문화예술대학교

## 통산 기록
| 연도 | 팀명  | 타율  | 경기 | 타수 | 득점 | 안타 | 2루타 | 3루타 | 홈런 | 루타 | 타점 | 도루 | 도실 | 볼넷 | 사구 | 삼진 | 병살 | 실책 |
| ---- | ----- | ----- | ---- | ---- | ---- | ---- | ----- | ----- | ---- | ---- | ---- | ---- | ---- | ---- | ---- | ---- | ---- | ---- |
| 2015 | 넥센  | 0.333 | 4    | 6    | 1    | 2    | 0     | 0     | 0    | 2    | 0    | 0    | 0    | 0    | 0    | 3    | 0    | 0    |
| 2016 | 넥센  | 0.176 | 13   | 17   | 0    | 3    | 0     | 0     | 0    | 3    | 1    | 0    | 0    | 3    | 0    | 7    | 1    | 1    |
| 2017 | 넥센  | 0.237 | 83   | 228  | 35   | 54   | 9     | 0     | 9    | 90   | 39   | 1    | 2    | 24   | 12   | 73   | 2    | 1    |
| 2018 | 넥센  | 0.250 | 25   | 24   | 4    | 6    | 2     | 0     | 0    | 8    | 2    | 0    | 0    | 0    | 0    | 7    | 1    | 0    |
| 2019 | 키움  | 0.235 | 37   | 68   | 3    | 16   | 1     | 0     | 0    | 17   | 8    | 0    | 0    | 7    | 1    | 19   | 1    | 0    |
| 2020 | 키움  | 0.268 | 111  | 314  | 45   | 84   | 12    | 0     | 10   | 126  | 43   | 0    | 0    | 40   | 2    | 73   | 7    | 3    |
| 2021 | 키움  | 0.156 | 29   | 45   | 5    | 7    | 0     | 0     | 0    | 7    | 0    | 0    | 0    | 7    | 0    | 10   | 1    | 0    |
| 통산 | 7시즌 | 0.245 | 302  | 702  | 93   | 172  | 24    | 0     | 19   | 253  | 93   | 1    | 2    | 81   | 15   | 192  | 13   | 5    |